# 葦城まこと
葦城 まこと（あじろ まこと）とは元宝塚歌劇団月組副組長。大阪府大阪市出身。大手前高等女学校出身。宝塚時代の愛称はしもさん。

## 略歴
1937年、宝塚歌劇団に27期生として入団。初舞台公園演目は『桃花春』であった。
1951年?から1952年?まで月組副組長を務める。
1954年、宝塚歌劇団を退団。
| スタブアイコン | サブスタブ | この項目は、まだ閲覧者の調べものの参照としては役立たない、俳優（男優・女優）に関連した書きかけの項目です。この項目を加筆・訂正などしてくださる協力者を求めています（P:映画/PJ芸能人）。 |